# الحركة النسائية الإيرانية
الحركة النسائية الإيرانية هيَ الحركة الاجتماعية التي قامت بها النساء في إيران من أجل الحصول على حُقوقهن، بَرزت هذه الحركة لأول مرة بعد فترة من الثورة الدستورية الإيرانية في 1910، وهو ذاته العام الذي نشرت فيه أول صحيفة نسائية إيرانية، واستمرت الحَركة حتى عام 1933 الذي انحَلت فيه آخر جمعية نسائية بواسطة حكومة الشاه رضا بهلوي، ثُم برزت ثانيةً بعد الثورة الإسلامية الإيرانية عام 1979. وبين عامي 1962 وَ1978 حققت الحركة النسائية الإيرانية انتصاراتٍ هائلة؛ كَحق التصويت عام 1963 كجزء من ثورة الشاه رضا بهلوي البيضاء، وَحق ترشح المرأة لِلمناصب العامة. وفي عام 1975 أَعطى قانون حماية الأسرة حُقوقاً أخرى للنساء كتوسيع حق الطلاق وَحضانة الأطفال وَالحد من تعدد الزوجات. أما بعد الثورة الإسلامية عام 1979 فقد سُنَّت قوانين أُخرى كالحِجاب الإلزامي، وَتغيرَ جُزء مِن حُقوق المرأة؛ فمجلس الشورى كانَ 9% مِن أَعضائه مِن النساء، بَينما تصل النسبة العالمية إلى 13%.
وَتستمر مُحاولات الحركة النسائية الإيرانية لِتحقيق المزيد من الإصلاحات لا سيما حملة المليون توقيع للقضاء على التمييز ضد المرأة.

## بعد قيام الثورة الدستورية الفارسية
قامت الثورة الدستورية الفارسية بينَ عامي 1905 حتى 1911، وكانت بداية الوعي بحقوق المرأة، الذي أدى إلى إنشاء مجلات وجمعيات نسائية بعد فترة وجيزة، ونظراً لتدني وضع المرأة وَسِرية أغلب الجمعيات وَالمُنظمات النسائية حينذاك؛ لِذلك لا تتوفر الكثير من المعلومات عنها، وتُعد كتابات النساء في تلك الفترة في الدوريات وَالصحف من أهم مصادر المعلومات عن الحركة.
وقد كانت النساء الإيرانيات على علم بأحوال النساء وَفُرص تعليمهن في أنحاء العالم؛ مما ساعدَ في إلهام الحركة النسائية الإيرانية.

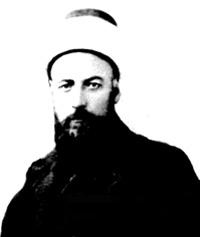
ميرزا حسن رشدي

### التعليم
علمت الناشطات النسويات أن التعليم هو الحل، وكانت حجتهن التي تقدمن بها هي أن تعليم النساء في صالح الدولة؛ فالأمهات المتعلمات سوف يربين أبناءً أفضل للدولة. وفي بداية القرن العشرين أسست الإرساليات الأجنبية أول مدرسة للبنات، وكانت أغلب من التحقن بها من الأقليات الدينية. وفيما بعد، أسس حاجي ميرزا حسن رشدي وبي بي خانم أستر آبادي مدارس أخرى للبنات، لكنها أُغلِقت سريعاً. وأخيراً في عام 1918 بعد سنوات من التعليم الخاص غير المنتظم، قامت الحكومة بتوفير الأموال لإنشاء عشر مدارس ابتدائية للبنات وكلية لتدريب المعلمين. وفي الأعوام (1914-1925) توسعت المنشورات النسائية لتناقش موضوعات أخرى إلى جانب التعليم، كزواج القصر والتمكين الاقتصادي وحقوق المرأة ووضعها القانوني.

### الجمعيات والمنظمات
عام 1906 وعلى الرغم من رفض البرلمان طلبهن للمشاركة في الجمعيات السياسية، قامت السيدات الإيرانيات بإنشاء عدة منظمات كجمعية حرية المرأة، التي عقدت سراً حتى تم اكتشافها والهجوم عليها. أما جمعية النساء الوطنيات الإيرانية فقد أُنشأت عام 1918، وفي 1922 أنشأت محترم إسكندري المنظمة الوطنية للمرأة، وقد ألقي القبض عليها وأحرق منزلها. كما أسست زندوخت شيرازي -وهي ناشطة نسوية أيضاً- الجمعية الثورية للنساء.
وخلال المراحل المبكرة من الحركة النسائية، كانت المشاركات من بنات وأخوات وزوجات الدستوريين المعروفين، وكن أيضاً من أسر الطبقة الوسطى المتعلمة.

### المنشورات المبكرة

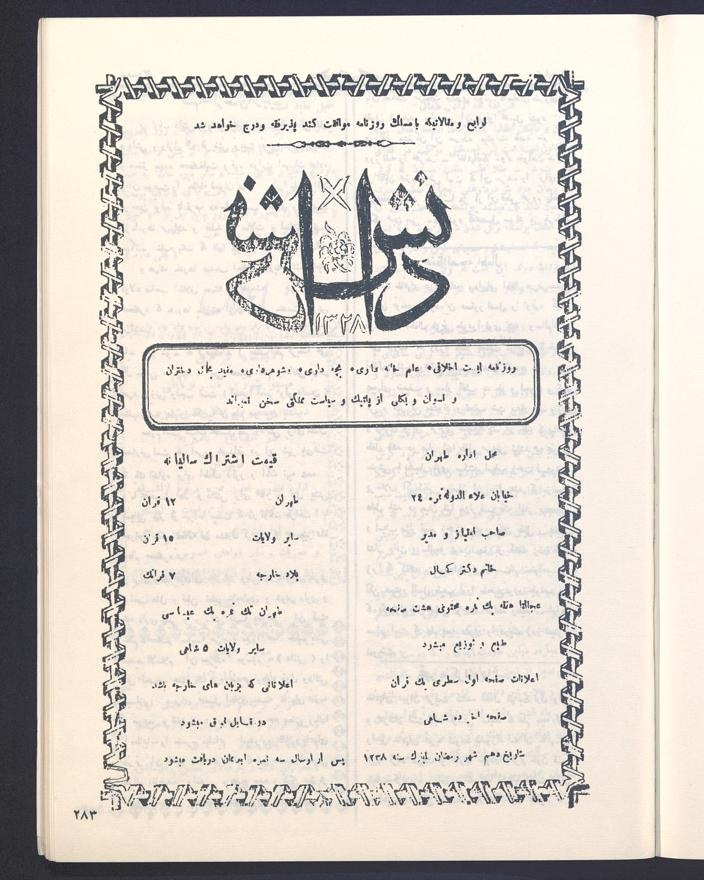
مجلة دانش

تعد كتابات النساء في تلك الحقبة في الدوريات والصحف أحد أهم مصادر معرفتنا للحركة النسائية، وبعض أهم الدوريات في تلك الحقبة مذكورة في القائمة التالية (العام الذي نشرت فيه لأول مرة موضح بين الأقواس، أو المدينة التي صدرت فيها):
- دانِشْ [المعرفة] (1910): كانت مجلة أسبوعية في أول الأمر، أنشأت من قبل جمعية نسائية ومحرراتها من النساء، وقد طبعت بواسطة زوجة لطبيب ووجهت للنساء.
- شِكوفِهْ [الزهر] (1913): حررت بواسطة مريم مزين السادات، وكان هدفها الرئيسي توعية النساء ضد الخرافات، وتعريفهن بالأدب العالمي.
- زَبانِ زَنانْ [صوت النساء] (عام 1919 في أصفهان): كانت أحد المنشورات المتشددة، أسست ونشرت من قبل صدیقة دولت آبادی، وكانت أحد أشد المنتقدات للحجاب.

أول غلاف لمجلة زنان

- عالم نسوان [عالم المرأة] (1920 في طهران): نشرت بواسطة رابطة خريجي مدرسة البنات الأمريكية في طهران، كانت ذات نبرة إعلامية أكثر منها سياسية، في البداية على الأقل، ومع الوقت أصبحت أكثر انتقاداً وصراحةً، وكانت في المقام الأول ذات توجه غربي. وكانت من أكثر المنشورات النسائية التي استمر نشرها لفترة طويلة، وعمرها الطويل نسبياً قد يرجع إلى ارتباطها بالمدارس السابق ذكرها.
- نامه بانوان [رسالة المرأة] (1921): حررت بواسطة شهناز آزاد، وكانت منتقدة شديدة للحجاب أيضاً، وهدف المجلة كان مذكوراً أسفل عنوانها، وهو «صحوة المرأة الإيرانية».
- جهان زنان [عالم المرأة] (1921 في مشهد): نشرت بواسطة فخر آفاق پارسا)، وبالرغم من نبرتها المعتدلة، كان محرروها محط عداء وانتقام المحافظين المحليين.
- نسوان وطن خاه [النساء الوطنيات] (1922): نشرت بواسطة جمعية النساء الوطنيات الإيرانيات، وكانت محررتها محترم إسكندري.
- دختران إيران [بنات إيران] (1931 في شيراز): صحيفة نشرت بواسطة زَنْدُخْتِ شيرازي، النسوية البارزة والشاعرة والمُعلمة التي بدأت نشاطها من سن مبكرة.
- جمعية النساء بواسطة ملوك إسكندري.
- نَشرية ساعي سعادة النساء (پيك سَعادَتِ نِسْوانْ): من أولى الصحف اليسارية في إيران، وكانت روشنَك نوعدوست أحد مؤسسيها.

## عهد الشاه رضا بهلوي

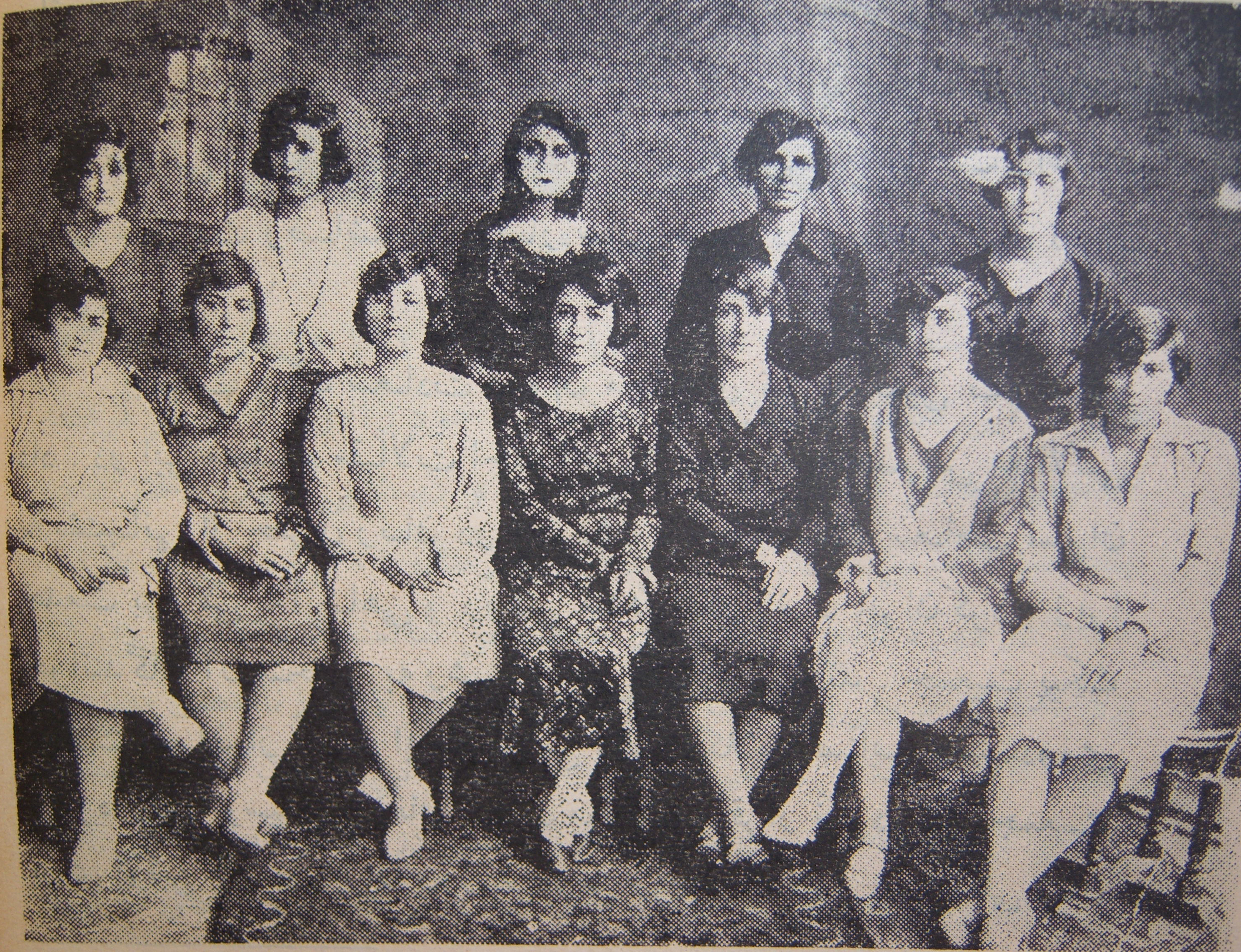
مديرات جمعية النساء الوطنيات الإيرانية التي أنشأت في طهران (1923-1933)

كانت أولى خطوات النساء في مجال التعليم: في سنة 1928 تم إمدادهن بالدعم المالي للدراسة في الخارج، وفي 1935 تقدمن للدراسة بجامعة طهران، وفي 1944 أصبح التعليم إجبارياً. وقد عقد المؤتمر الثاني للنساء الشرقيات في طهران، وفيه التقت النشاطات الإيرانيات بنظيراتهن في لبنان ومصر والهند والعراق، وكانت دولت آبادي أمينة المؤتمر. وفي 1936 جعل الشاه رضا بهلوي خلع الحجاب إلزامياً، وهي سياسة مثيرة للجدل لكنها كانت مهمة لإلغاء الفصل العنصري للنساء.
وقد شهدت الأربعينات زيادة في الوعي بدور المرأة في المجتمع، وفي الخمسينات ولدت العديد من منظمات الدفاع عن حقوق المرأة كمنظمة «راه نو» (مسار جديد) التي أسستها مهرأنجيز دولت شاهي في 1955، والرابطة النسائية لأنصار الإعلان العالمي لحقوق الإنسان التي أسستها صافية فيروز عام 1956. عام 1959 شكلت خمس عشرة منظمة اتحاداً سمي المجلس الأعلى للمنظمات النسائية في إيران، وقرر المجلس تركيز جهوده على حق التصويت.
وعلى الرغم من معارضة رجال الدين، اكتسبت النساء حق الانتخاب عام 1963؛ حيث عكس استفتاء وطني الدعم العام لبرنامج الإصلاح ذي الست نقاط والذي عرف باسم «الثورة البيضاء» والذي شمل حق النساء في التصويت والترشح للمناصب العامة، وقد ترشحت ست سيدات للبرلمان.

## عهد محمد رضا بهلوي (1941–1979)

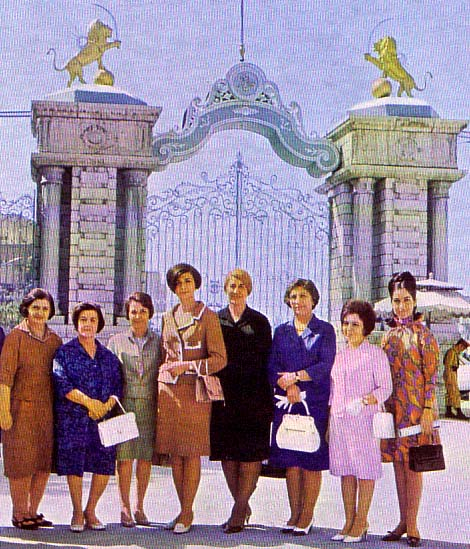
عضوات البرلمان الإيراني في منتصف السبعينات في طهران

في أواخر الستينات اقتحمت المرأة السلك الدبلوماسي والقضاء والشرطة والسلك الخدمي الثوري (الصحة والتعليم والتنمية). عام 1968 أصبحت فاروخرو بارسا وزيرة للتعليم، وبذلك كانت أول امرأة تشغل منصباً وزارياً. وفي 1969 أتيح للنساء تولي مناصب قضائية، وتم تعيين خمس قاضيات من النساء، بمن فيهن شيرين عِبادي الحائزة على جائزة نوبل، كما انتخبت النساء في المجالس المحلية ومجالس المدينة والمحافظة.
وكمحاولة لخلق هيكل تنظيمي نسائي أكثر قابلية للاستمرار، قام ائتلاف نسائي بتشكيل المنظمة النسائية الإيرانية عام 1966.

### المنظمة النسائية الإيرانية
بالرغم من أن المنظمة النسائية الإيرانية كانت تحت رعاية الأميرة أشرف (الأخت التوأم للشاه)، إلا أن النساء الإيرانيات والمنظمة كان عليهم أن يناضلن من أجل أي تحسن في حياتهن. كانت المنظمة شعبية غير هادفة للربح وتعمل أساساً بواسطة المتطوعين، وكانت أهدافها تشجيع تعليم المرأة من أجل التغيير وتحقيق الاستقلال الاقتصادي، دون الخروج عن تعاليم الإسلام والتقاليد الثقافية للأمة. وقد عملت من قبل الفروع المحلية والمراكز النسائية التي قدمت خدمات مفيدة للمرأة كفصول محو الأمية، والتدريب المهني، وتقديم المشورة، والأنشطة الرياضية والثقافية ورعاية الأطفال.
وأحد أكبر انتصارات المنظمة النسائية الإيرانية هو قانون حماية الأسرة الصادر عام 1975، والذي منح المرأة حقوقاً متساوية في الطلاق والزواج وحضانة الأطفال، ورفع الحد الأدنى لسن الزواج إلى 18 سنة للنساء و20 للرجال، وعملياً قضى على تعدد الزوجات.
وقد تم تشريع الإجهاض بدون إثارة الرأي العام عن طريق إلغاء العقوبة المنصوص عليها والمندرجة ضمن قانون سوء الممارسة الطبية، وتمت مراجعة كافة قوانين ولوائح العمل للقضاء على التمييز بين الجنسين وضمان الأجر المتساوي للعمل المتساوي، وتم تشجيع النساء للترشح للمناصب السياسية.
وبحلول عام 1978 أصبحت 40% تقريباً من الفتيات من عمر السادسة فما فوق متعلمات، وأكثر من 12000 امرأة من فرق محو الأمية كن يدرسن في القرى، و33% من طلبة الجامعات كن من النساء، وكان عدد النساء اللواتي خضن اختبار التقدم لكلية الطب أكبر من عدد الرجال. 333 امرأة تم انتخابها في المجالس المحلية، و22 امرأة انتخبت في البرلمان واثنتان تم انتخابهما في مجلس الشيوخ.
وقد أثبتت إيران أنها تلعب دوراً قيادياً في مجال حقوق المرأة بين البلدان النامية، عن طريق تقديم الأفكار والأموال لمركز الأمم المتحدة الإقليمي للبحوث والتنمية لآسيا والمحيط الهادئ، والمركز الدولي للبحوث المتعلقة بالمرأة.

## فترة ما بعد الثورة

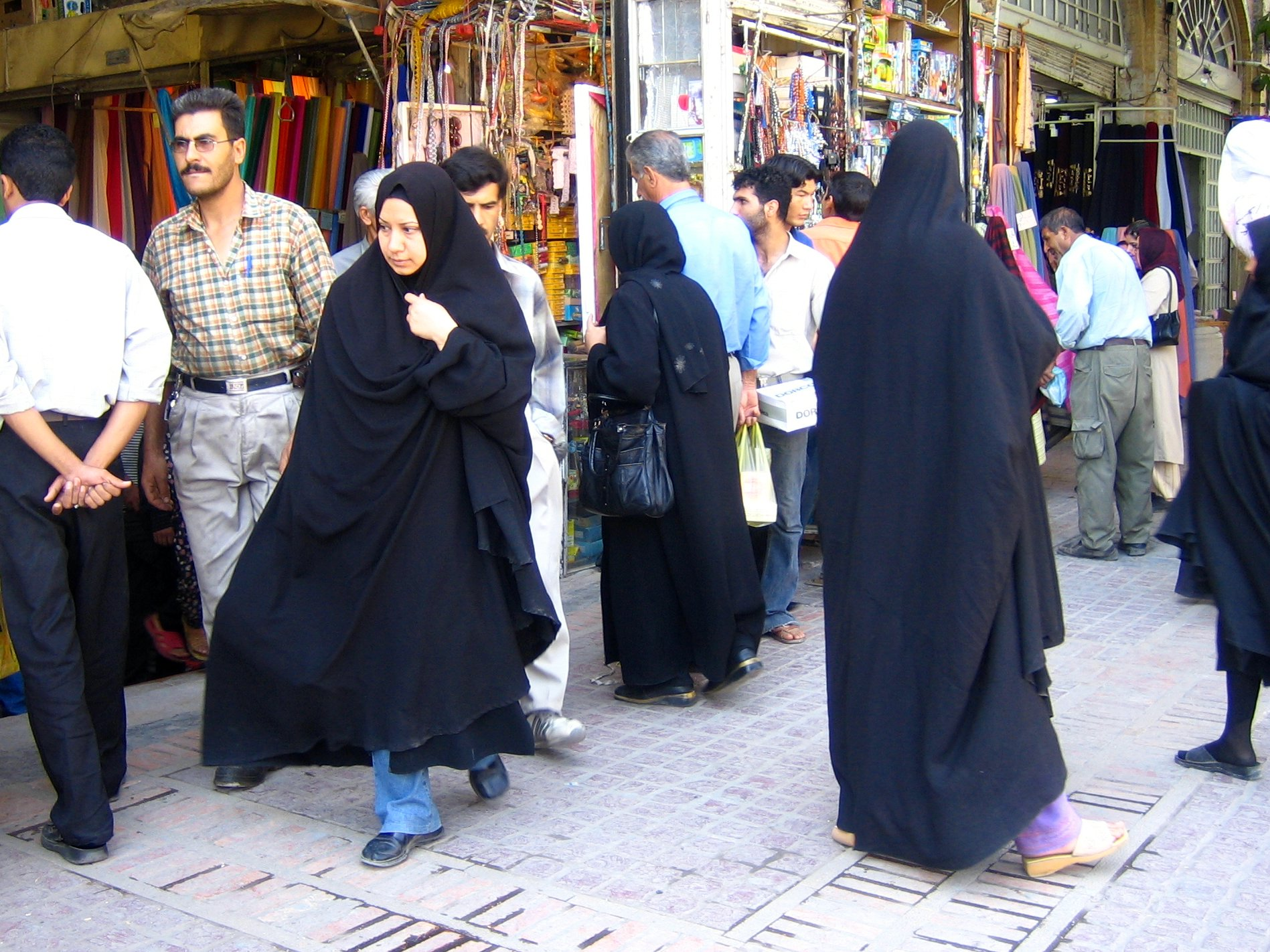
نساء إيرانيات يرتدين الشادور

بعد الثورة الإيرانية في فبراير 1979، تغير وضع المرأة بشكل كبير. والمشاركة الكبيرة للنساء في الثورة ترجع جزئياً إلى الجهود التعبوية للمنظمات النسائية في العقود السابقة، كنشاطات المنظمة النسائية الإيرانية في أواخر الستينات والسبعينات حين أصبحت النساء على وعيٍ بقدرتهن السياسية، وفهمهن حاجة النساء إلى إثبات ذواتهن. وقد تظاهرت النساء لدعم حكومة أكثر عدالة وحرية. ومع مرور الوقت، فقدت النساء بعض الحقوق التي اكتسبنها في عهد الشاه، من خلال التشريعات كارتداء الحجاب قسرياً؛ ولكن هذه القاعدة لاتراعى بدقة وبالصورة المطلوبة المفروضة عليها وخاصة من ناحية السياح الأجانب، هذه القاعدة تحظر ارتداء الملابس الضيقة للرجال والسراويل القصيرة، أما بالنسبة للنساء، فيجب تغطية الرأس والشعر وارتداء شيء فضفاض لتغطية الجسم. بعد فترة وجيزة من الثورة، انتشرت شائعات عن خطط لجعل الحجاب إلزامياً، وإلغاء حقوق المرأة التي يحميها قانون حماية الأسرة، الأمر الذي نفاه بعض المسؤولين في الدولة ولم تقبلها بعض السيدات، ومع ذلك لم يمضِ وقت طويل حتى تحققت هذه الشائعات.
أُبطِل قانون الأسرة، وأصبح الحجاب إلزامياً، وأُعدِمت فَرَخْرو بارسا، أول امرأة تخدم في مجلس الوزراء الإيراني. وفي بداية الثورة تم تشويه سمعة بعض الناشطات في مجال حقوق المرأة.
قوبِل قانون الحجاب بالرفض والاحتجاج من قِبل مجموعات غير متجانسة من النساء، لم تهدف المظاهرات إلى توسيع حقوق المرأة في إيران، بل الحفاظ على ما اكتسبته بالفعل، وكانت هناك ثلاث محاولات جماعية كبرى:
- مظاهرة لمدة خمسة أيام بدأت يوم 8 مارس 1979.
- مؤتمر الوحدة من النساء في ديسمبر 1979.
- مظاهرات بعد قرار روح الله الخميني القضاء على أي رمز أو ممارسة تذكر بحكم الشاه.

هذه المحاولات الجماعية فضلاً عن محولات أصغر لم تلق معارضة من المحافظين الإسلاميين فقط، بل لحق بها الضرر من قبل جماعات اليسار واليمين أيضاً، كمظاهرة نظمت من قبل الفدائيين يوم مؤتمر وحدة النساء عام 1979 رغم المناشدات المذكورة أعلاه. في الواقع لم تكن لدى معظم الجماعات اليسارية رؤية راسخة أو خطة لمتابعة حقوق المرأة؛ فوضع النساء -كما كان يفترض- كان سيتحسن تلقائياً إذا ما نشأ المجتمع الاشتراكي/الشيوعي المثالي.
تظهر جوانب الشريعة الإسلامية المتعلقة بالمرأة في المادتين 20 و21 من دستور 1979، ومن مظاهر القانون الإسلامي سيئة السمعة بين الناشطات النسويات الرجم وتعدد الزوجات على سبيل المثال.

## نشاط القرن الحادي والعشرين

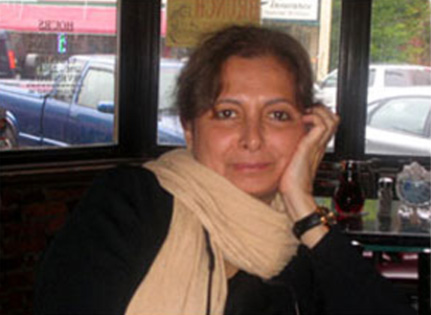
المحامية العلمانية البارزة مهرانجيز كار

للمرة الأولى منذ قيام الثورة، نجحت العديد من النساء عام 1997 في الدخول إلى ملعب كرة القدم لمشاهدة مباراة، والمستشارات القانونيات كن يستقبلن في محاكم خاصة للأسرة.
انطلقت حملة مميزة عام 2006 تدعى حملة المليون توقيع لإلغاء قوانين التمييز ضد المرأة وعمل إصلاحات في قوانين الأسرة ومطالبة البرلمان بذلك، وكانت هناك حملة أخرى لمنع الرجم إلى الأبد.
وبكل المقاييس، كانت درجة التعبئة والوعي بين الإيرانيات لافتة للنظر، فالحركة النسائية الإيرانية كانت حيوية وجيدة التنظيم، وساعد على ذلك الاستخدام الذكي لتكنولوجيا المعلومات والاتصالات. والمشاركة النشطة من قبل كثير من النساء في الثورة ساعد على إيقاظ الأخريات وتوعيتهن بقدرتهن السياسية، وعملت نساء الطبقة المتوسطة على نحو متزايد لدعم حقوق المرأة. وتزايدت الأصوات المعارضة للسياسات التي تجيز تعدد الزوجات وزواج المتعة والطلاق بلا أعباء على الرجل ومنح حق حضانة الأطفال للأب. وشرعت أعداد متزايدة من النساء في تفسير الإسلام على وجه يساوي بين الجنسين بشكل أكبر مع زيادة مشاركة المرأة في المجال العام. وأدت زيادة النشاط والدعاية إلى تقديم بعض الإصلاحات كالحد من حق الزوج في منع زوجته من العمل، وعمل عقد جديد للزواج يتيح للمرأة حق الطلاق. وأصبح القضاة أكثر تعاطفاً مع قضايا المرأة، وإذا لم تتم بعض الإصلاحات عن طريق العملية التشريعية، تقوم الحكومة بتخفيف الظلم عن طريق إعطاء تعليمات للمحاكم.
وبزيادة عدد الفتيات المتعلمات في الثمانينات وفتح الحكومة باب التعليم العالي الديني للفتيات، أتقنت النساء الجدل والحجج الدينية التي ساعدت في النضال في مجال حقوق المرأة. علاوةً على ذلك، أصبحت الكثير من النساء أصحاب مشاريع ناجحة وعملن في مناصب عامة كالبرلمان. وفي مقابلة أجريت عام 1996 ذكرت المحامية العلمانية البارزة مهرانجيز كار أن الثورة أعطت النساء ثقة أكبر بأنفسهن، والتضحيات التي بذلتها الإيرانيات جعلتهن على وعي بما يدين به الحكام لهن في الحاضر والمستقبل، وأن حقوق المرأة لم تعد مطلباً للنساء وحدهن بل أصبحت مطلباً شعبياً قومي النطاق، ولا يمكن للحكومة الإسلامية الإفلات منه دون الفصل التام بين الدين والدولة.

## النسوية الإيرانية
تنقسم النسويات الإيرانيات إلى معسكرين فيما يتعلق بالحركة النسائية الإيرانية؛ فبعد عام 1979، اعتقد البعض أن الأسلمة أدت إلى تهميش دور المرأة، بينما اعتقد البعض الآخر أن الطبيعة الديناميكية للشريعة الإسلامية ساعدت في تكوين وعي خاص بحقوق المرأة في إيران، وكلا الرأيين تم طعنهما.
ويختلف النشطاء في معنى النسوية، والاختلاف الأكبر يقع بين النسويات العلمانيات ومن يطلق عليهن النسويات الإسلاميات.
النسويات الإسلاميات، وبشكل أدق «النسويات المسلمات» هن دعاة حقوق المرأة الذين يسعون إلى تحسين وضع المرأة عن طريق تفسيرات أكثر ملاءمة للشريعة الإسلامية دعماً لما يسمى بالتفسير الديناميكي.
وعلى الرغم من الخلافات بين الفصائل المختلفة، عندما يتعلق الأمر بتحسين وضع المرأة فإن فصائل النسويات أظهرت أنها تستطيع أن تتعاون على أرضية مشتركة. على سيبل المثال قامت شهلا شركت رئيسة تحرير مجلة «زَنانْ» وهي امرأة ذات معتقدات دينية واضحة بدعوة شيرين عبادي الناشطة المسلمة البارزة في مجال حقوق المرأة، ومهر أنجيز كار الناشطة النسوية العلمانية للكتابة عن أوضاع المرأة في مجلتها.
وقد استغلت هؤلاء الناشطات التكنولوجيا الحديثة في جهودهن للدفاع عن حقوق المرأة، فعلى سبيل المثال قامت مهر أنجيز كار بإعطاء الدروس والكتابة عن حقوق المرأة في معهد التعليم الإلكتروني للمجتمع المدني الإيراني [الإنجليزية].

## دراسات المرأة في إيران

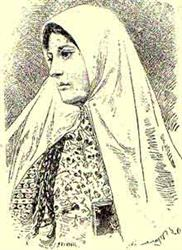
قرة العين القزوينية

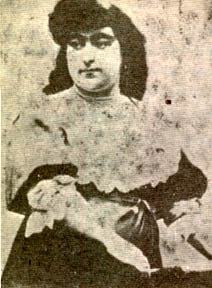
زهرة خانم تاج السلطنة

نظراً لجهود المدافعات عن حقوق المرأة في إيران؛ بدأت جامعة العلامة الطباطبائي وجامعة تربية مدرس وجامعة الزهراء عام 2001 برامج الدراسات النسائية لدرجة الماجستير في الآداب. وبعد فترة وجيزة قامت جامعة طهران مشروعاً مماثلاً. وهناك ثلاثة تخصصات فرعية هي: المرأة والأسرة، تاريخ المرأة، وحقوق المرأة في الإسلام. وهذه البرامج تلزم لإصلاح الأضرار الناتجة عن قرون من سيادة وجهات النظر السلبية ضد المرأة إنسانياً واجتماعياً، وغيرها من الصعوبات التي عانت منها المرأة في إيران. ومن المأمول أن يبدي خريجو برامج دراسات المرأة وجهات نظر تساوي بين الجنسين.
بعض الناشطات البارزات:
- قرة العين القزوينية أو فاطمة البارأغاني (1814 or 1817 – August 16–27, 1852).
- زهرة خانم تاج السلطنة ابنة ناصر الدين شاه (1883–1936).
- بي بي خانم أسترابادي (1859–1921).
- صديقة دولت أبادي (1882–1962).
- محترم إسكندري (1895–1924).
- زندخت شيرازي (1909–1953).
- مهناز أفخمي (ولدت عام 1941).
- مهرانجيز كار (ولدت عام 1944).
- أعظم طالقاني(ولدت عام 1944).
- زهراء رهنورد (ولدت عام 1945).
- فاطمة كروبي (ولدت عام 1949).
- شهلا شركت (ولدت عام 1956).
- محبوبة عباس غولي زاده (ولدت في 1958).
- رؤيا طلوعي (ولدت في 1966).
- بروين أردلان (ولدت عام 1967).
- نوشين أحمدي خراساني (ولدت عام 1970).
- شيما كالباسي (ولدت عام 1972).
- شادي صدر (ولدت عام 1975).

### كتب عنها
- Sanasarian، Eliz (1982). The Women's Rights Movements in Iran. New York: Praeger. ISBN:0-03-059632-7.

## وصلات خارجية
- الحملة الدولية لحقوق الإنسان في إيران.
- ميدان النساء الإيرانيات.
- منبر النسويات الإيرانيات.
- ضوءٌ على النساء في إيران.